# Червеногърла амазона
Червеногърлата амазона (Amazona arausiaca) е вид птица от семейство Папагалови (Psittacidae). Видът е световно застрашен, със статут Уязвим. Включен е в приложенията на CITES и Регламент (ЕО) № 338/97.

## Разпространение и местообитание
Разпространен е в Доминика.